# Фатничко поље
Фатничко поље је крашко поље у Источној Херцеговини, у општини Билећа, око 3 километра југоситочно од Дабарског поља. Захвата повшину од око 9,6 км2 и налази се на надморској висини од 460-500 метара између планина Косматуше, Брусника, Врањевића, Кука, Облог Брда и Грубе Главе. Пречага Хумац (510 м) дели поље на Горње и Доње. Изграђено је од кречњака горње креде.
У североисточном ободу Горњег поља налази се већи број извора, док су на југоистоку Доњег понора Пасмица. У дну је усечено суво корито Фатничке реке, које се за време обилнијих јесених киша испуни водом. Како понори не могу да приме сву воду, поље се плави од новембра до маја. Становништво се бави претежно земљорадњом и сточарством. Најзначајнија насеља су на североисточним падинама — Фатница, Калац и Ораховица.